# Vicente Gallego
Pour les articles homonymes, voir Gallego et Barredo.
Œuvres principales
- La luz, de otra manera
- Los ojos del extraño
- Cuentos de un escritor sin éxito
- La plata de los días
- Santa deriva

Vicente Gallego Barredo, connu comme Vicente Gallego, né à Valence en 1963, est un poète espagnol qui écrit en castillan. Il est l'un des plus remarquables représentants de la poésie de l'expérience, le principal mouvement poétique des années 1980.

## Biographie
Après avoir abandonné ses études de philosophie et de lettres, il dut exercer plusieurs petits boulots, de messager ou employé de la décharge toxique des Dos Aguas à Valence à portier et danseur. Cela lui permit de vivre l'expérience du contact avec le monde réel. Certaines de ses expériences étaient plus qu'un moyen de subsister : elles étaient des aventures plus intenses qui lui offraient la possibilité de vivre la solitude dans les champs, par exemple ; c'est ce qui lui permit d'intensifier sa vocation poétique, et de se plonger dans la poésie de Juan Ramón Jiménez, Pablo Neruda ou Cesar Vallejo entre autres.
Il commença ensuite à cultiver une poésie très influencée par Luis Cernuda et Blas de Otero, entre autres.
La fluidité de ses vers et son imagination étaient déjà présentes dans Santuario, bien que sans trouver l'enrobage qu'il sembla trouver dans La luz, de otra manera, pour lequel il obtint en 1987 le prix Premio Rey Juan Carlos I. Il y usait de vitalisme existentiel saupoudré de notes prosaïques pour raconter le quotidien d'un sujet sensible, solitaire et passif.
En 1990, il reçoit le prix Premio a la Creación Joven de la Fondation Loewe pour Los ojos del extraño, où il se détache de son œuvre précédente, en s'orientant vers une narration d'expériences d'un genre plus pessimiste.
En 1995, Vincente Gallego donne un ton beaucoup plus réflexif qui devient hautement contemplatif par moments avec La plata de los días (prix Premio Internacional de Poesía Ciudad de Melilla).
Son recueil de poème le plus métaphysique, épais et sombre — ses cantiques, ses hymnes à la nature étaient toujours contrastés par une plus grande précarité de la vie ; sa sérénité, ses jubilations étaient toujours minimisées par des allégories du mal omniprésentes —, Santa deriva obtint le prix Loewe en 2001, ce qui fut son plus grand succès.
Il ira par la suite faire évoluer sa lyrique, sa forme de plusieurs façons donnant l'impression que ce qui est important dans le poème est généré par lui, tout en se situant en dehors.
Il finira par se passer définitivement des systèmes métriques et rhétoriques pour ne se concentrer que sur la recherche du sens profond de la vie et du monde, comme il le laissait déjà apercevoir dans l'un de ses poèmes les plus représentatifs qu'est La Rosa Montaraz, inclus dans Cantar de ciego pour son aspect métaphysique et cette volonté intime de se révéler, comme cité plus haut :
« « [...]

Qué aventura

mejor

que este soltarnos

con el aceite fino

del idioma

en busca de esa flor,

la misma y sola,

la de ayer,

que no hay otra

[...]

y la flor

todavía

— qué mejor aventura —

toda está para aquel que llega luego,

completa y renovada,

y ese viene y le roba

la corola también y no se acaba

en el darse,

y se da,

para ti

y para mí,

la recóndita flor,

la en alto toda.

[...] » »
— Vicente Gallego, La Rosa Montaraz

« [...]
Quelle aventure
est plus grande
que se lâcher
avec cette huile fine
de la langue
à la recherche de cette fleur
cette même et unique,
celle d'hier
car il n'y en a d'autre
[...]
et la fleur
de nouveau
- quelle plus grande aventure -
est toute offerte à qui vient ensuite,
complète et rénovée,
et celui-ci vient et lui vole
la corolle aussi et elle n'en finit pas
de se donner,
et elle se donne,
pour toi
et pour moi,
la fleur cachée,
elle qui est tout en hauteur.
[...] »
— La Rosa Montaraz
Il s'affirme en ce sens en rejetant dans sa poésie la plus récente la poétique de l'apparence, et en recherchant toujours plus la force intime et la sagesse.
Son style est défini, selon la Bibliothèque Virtuelle Miguel de Cervantes comme étant « né comme un témoignage du vitalisme existentiel d'un sujet sensible, solitaire et moulé par le destin; sa poésie a peu à peu acquis, suivant un lent processus de croissance et de consommation, l'entonnaison d'une célébration qui n'ignore pas la précarité de la vie ni cache les effrayantes allégories du mal, mais soutient en sa musique une volonté intime de se révéler. »
Alors qu'il tend à produire des poèmes plutôt élégiaques ou de célébration, il s'essaie dernièrement au cantique — à l'« hymne », dit même Carlos Marzal dans le journal El País, après avoir lu Mundo entero del claro.
Des critiques espagnols comme José Luis García Martín ou Luis Antonio de Villena le hissent à la hauteur d'auteurs tels que Luis García Montero, Felipe Benítez Reyes ou Carlos Marzal.
Sa poésie fut publiée dans diverses revues poétiques espagnoles telles que Signos, et traduite en plusieurs langues, dont l'italien, le français, le portugais, le hongrois et le bulgare.

## Œuvre

### Poésie
- Santuario, 1986[b 1]
- La luz de otra manera, 1988[b 2]
- Los ojos del extraño, 1990[b 3]
- La plata de los días, 1996[b 4]
- Poemas, 1997[b 5]
- Santa deriva, 2002 (Prix Loewe, prix national de la Critique)[b 6]
- El sueño verdadero, 2003
- La razón ebria, 2003[b 7]
- Cantar de ciego, 2005[b 8]
- Si temierais morir, 2008[b 9]
- Mundo dentro del claro, 2012[b 10]
- Cuaderno de brotes, 2014
- Saber de grillos, 2015
- Ser el canto, 2016
- Cantó un pájaro (anthologie), 2016

### Romans
- Cuentos de un escritor sin éxito, 1994[b 11]
- El espíritu vacío (contes), 2004[b 12]

### Essais
- El 50 del 50: Seis poetas de la generación del medio siglo, 2006[b 13]
- Contra toda creencia, 2012
- Vivir el cuerpo de la realidad, 2014
- Para caer en sí (Diálogos en torno a la palabra de Nisargadatta Maharaj), 2015

### Participation dans des anthologies personnelles ou collectives
- Vicente Gallego, Selección de poemas de Vicente Gallego, 1996[b 14]
- VVAA, IV Premio de narraciones breves Alberto Lista, 1997[b 15] (où figurent Vicente Gallego et Jaime Alejandre (es))
- VVAA, Un puñado de cuentos: Premio Nacional de Cuentos Mutua de Pamplona, 1997, 1998[b 16] (où figurent Vicente Gallego, Pedro Galán Sánchez et Pedro Ugarte (es))
- VVAA, Plomo en el corazón; Estación de paso, 2003[b 17] (où Miguel Sánchez Robles (es) écrit Plomo en el corazón et Vicente Gallego écrit Estación de paso ; inclut d'autres poèmes)
- Vicente Gallego, El sueño verdadero (Poesía 1988-2002), 2004[b 18]
- Claudio Rodríguez, Alto jornal: Antología poética, 2005[b 19] (où Vicente Gallego écrit le prologue, fait la sélection des poèmes et édite)
- VVAA, Una noche en vela: antología poética, 2006[b 20] (où figurent Vicente Gallego et César Simón (es))
- VVAA, La mirada sin dueño (antología poética), 2008[b 21] (où figurent Vicente Gallego et Miguel Ángel Pons Pereda-Velasco)

## Prix
- 1987 : Prix Rey Juan Carlos I (es), pour La luz, de otra manera.
- 1990 : Premio a la Creación Joven, de la Fondation Loewe, pour Los ojos del extraño.
- 1994 : Prix Premio Tigre Juan (es), pour Cuentos de un escritor sin éxito
- 1995 : Prix Premio Internacional de Poesía Ciudad de Melilla (en), pour La plata de los días
- 2001 : Prix Loewe, pour Santa deriva
- 2002 : Prix Premio Nacional de la Crítica de Poesía Castellana (es), pour Santa deriva